# Gran Premi Honorífic
El Gran Premi Honorífic és un premi cinematogràfic lliurat en el marc del Festival Internacional de Cinema de Catalunya, abans Festival Internacional de Cinema Fantàstic de Sitges, que se celebra cada octubre a la ciutat de Sitges (Garraf). Aquest premi es lliura a manera d'homenatge a aquells cineasta de qualsevol de les especialitats amb una llarga carrera a la seva esquena i sempre que estiguin relacionats amb el gènere fantàstic. Es va atorgar per primer cop en l'edició de 2005 i té el seu antecedent en el Premi Honorífic "La General" (en referència a El maquinista de la General de Buster Keaton), que es va entregar per primer cop en l'edició de 2000.

## Palmarès

### Premi Honorari "La General"
| Edició | Premiat | Premiat             |       |
| ------ | ------- | ------------------- | ----- |
| 2000   |         | Tony Curtis         | [ 3 ] |
| 2002   |         | Dino De Laurentiis  |       |
| 2004   |         | Andrew Lloyd Webber | [ 4 ] |

### Gran Premi Honorífic
| Edició | Premiat | Premiat                  |        |
| ------ | ------- | ------------------------ | ------ |
| 2005   |         | Jodie Foster             | [ 5 ]  |
| 2006   |         | Paul Verhoeven           | [ 6 ]  |
| 2007   |         | George A. Romero         | [ 7 ]  |
| 2008   |         | Stanley Kubrick (pòstum) | [ 8 ]  |
| 2009   |         | Viggo Mortensen          | [ 9 ]  |
| 2009   |         | Malcolm McDowell         | [ 10 ] |
| 2010   |         | Vincent Cassel           | [ 11 ] |
| 2011   |         | Bryan Singer             | [ 12 ] |
| 2012   |         | Neil Jordan              | [ 13 ] |
| 2013   |         | Takashi Miike            | [ 14 ] |
| 2014   |         | Antonio Banderas         | [ 15 ] |
| 2014   |         | Rob Zombie               | [ 16 ] |
| 2014   |         | Roland Emmerich          | [ 17 ] |
| 2015   |         | Oliver Stone             | [ 18 ] |
| 2016   |         | Christopher Walken       | [ 19 ] |
| 2016   |         | Max von Sydow            | [ 20 ] |
| 2017   |         | Susan Sarandon           | [ 21 ] |
| 2017   |         | William Friedkin         | [ 22 ] |
| 2017   |         | Frank Langella           | [ 23 ] |
| 2018   |         | M. Night Shyamalan       | [ 24 ] |
| 2018   |         | Ed Harris                | [ 25 ] |
| 2018   |         | Nicolas Cage             | [ 25 ] |
| 2018   |         | Tilda Swinton            | [ 26 ] |
| 2018   |         | Peter Weir               | [ 27 ] |
| 2019   |         | Sam Neill                | [ 28 ] |
| 2020   |         | David Lynch              | [ 29 ] |
| 2020   |         | Najwa Nimri              | [ 30 ] |
| 2021   |         | Belén Rueda              | [ 31 ] |
| 2021   |         | Mamoru Hosoda            | [ 32 ] |
| 2021   |         | Carlos Saura             | [ 33 ] |
| 2022   |         | Colin Arthur             | [ 34 ] |
| 2022   |         | Dario Argento            | [ 35 ] |
| 2023   |         | Jan Harlan               | [ 36 ] |
| 2023   |         | Phil Tippett             | [ 37 ] |
| 2024   |         | Geoffrey Rush            | [ 38 ] |